# يو إف سي 63
يو إف سي 63: هيوز ضد بن (بالإنجليزية: UFC 63: Hughes vs. Penn 2)‏ هو حدث لفنون القتال المختلطة نظمته يو إف سي، أُقيم في 23 سبتمبر 2006، على هوندا سنتر في آناهايم، كاليفورنيا، الولايات المتحدة.